# Gibraltarbuurt

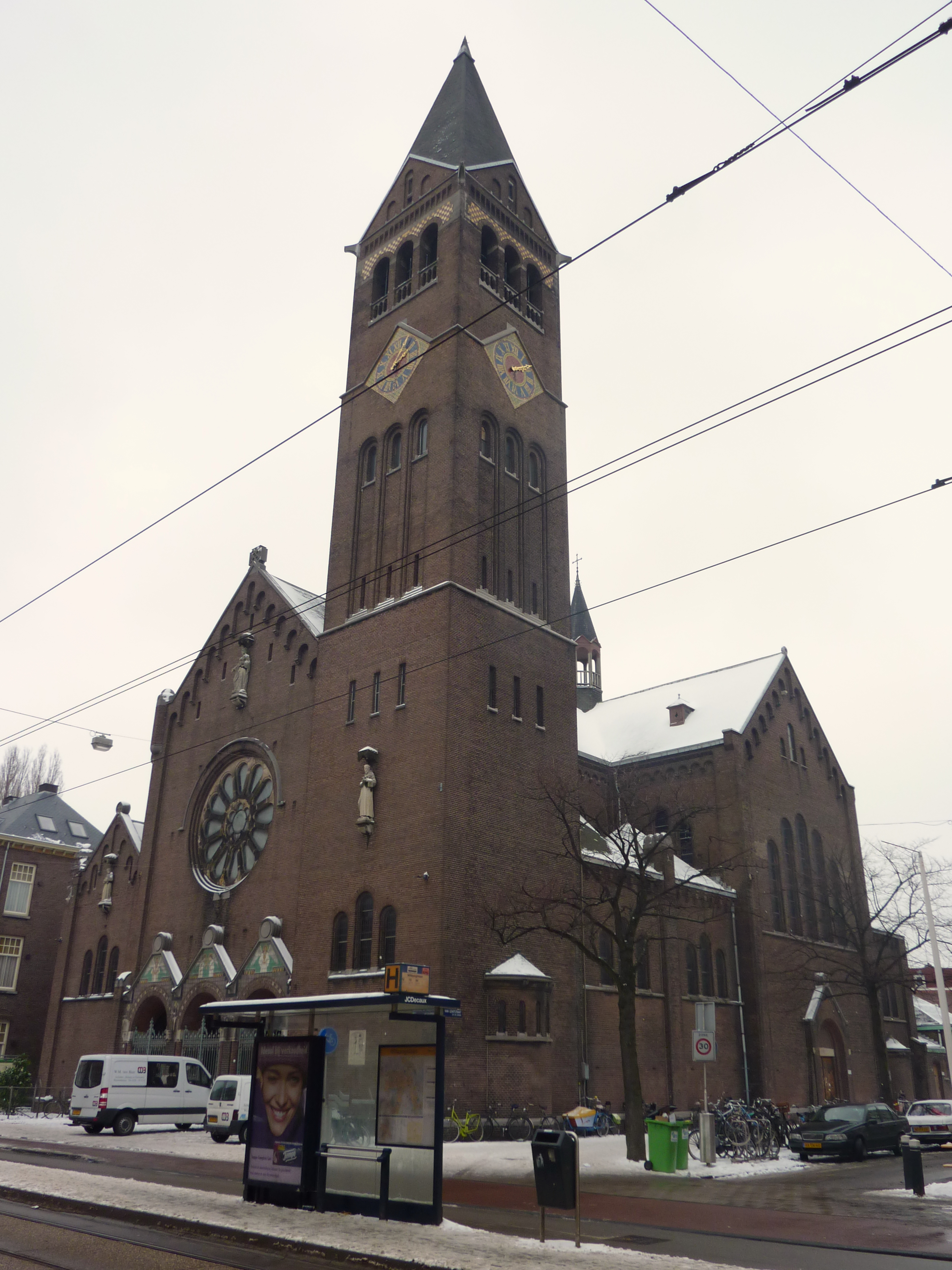
Boomkerk aan de Admiraal de Ruijterweg.

De Gibraltarbuurt is een buurt in de gemeente Amsterdam, in de Nederlandse provincie Noord-Holland. De buurt ligt in een driehoek gevormd door de Admiraal de Ruijterweg, Haarlemmerweg en Bos en Lommerweg. De buurt ligt in Amsterdam-West (tussen 1990 en 2010 Stadsdeel Bos en Lommer) en is vernoemd naar de Gibraltarstraat, die is vernoemd naar de Zeeslag bij Gibraltar in 1607.
De buurt is gebouwd in de jaren dertig en veertig en de straten zijn vernoemd naar historische zeeslagen.
Bekend gebouw in de buurt: de Boomkerk, gebouwd in 1910-'11.